# Mantova Challenger 2002
Il Mantova Challenger 2002 è stato un torneo di tennis facente parte della categoria ATP Challenger Series nell'ambito dell'ATP Challenger Series 2002. Il torneo si è giocato a Mantova in Italia dal 1º luglio 2002 su campi in terra rossa.

## Vincitori

### Singolare
Mariano Puerta ha battuto in finale  Potito Starace che si è ritirato sul punteggio di 6–3, 1-0

### Doppio
Massimo Bertolini /  Giorgio Galimberti hanno battuto in finale  Jose-Maria Arnedo /  Joseph Sirianni con il punteggio di 5–7, 6–2, 7–6(7)